# Shōichirō Suzuki
Shōichirō Suzuki (鈴木將一郎?, Suzuki Shōichirō; 4 novembre 1979) è un giocatore di football americano giapponese, che gioca come linebacker per i Fujitsu Frontiers.